# 권동호
권동호(1985년 3월 11일 ~ )는 대한민국의 배우이다.

## 학력
- 한양대학교 연극영화학과 학사

## 출연작

### 영화
- 《안녕, 내일 또 만나》 (2023년) - 성일 역
- 《데시벨》 (2022년) - 차 중위 역
- 《런 보이 런》 (2020년) - 문수 역
- 《환절기》 (2018년) - 경준 역
- 《인연인지》 (2013년)

### 드라마
- 《굿보이》 (2025년, JTBC) - 박봉필 역
- 《아라문의 검》 (2023년, tvN) - 바도루 역
- 《소용없어 거짓말》 (2023년, tvN) - 최엄호 역
- 《미씽 : 그들이 있었다 2》 (2022년, tvN) - 이광택 역
- 《괴이》 (2022년, TVING)
- 《군검사 도베르만》 (2022년, tvN) - 설악 역
- 《보이스 4》 (2021년, tvN) - 최공필의 부하 역
- 《날아라 개천용》 (2020년, SBS) - 이철규 역
- 《십시일반》 (2020년, MBC) - 홍재규 역
- 《사이코지만 괜찮아》 (2020년, tvN) - 이아름 남자친구 역
- 《사랑의 불시착》 (2019년, tvN) - 구매팀장 역

### 연극
- 《이기쁨 - 산책하는 침략자》
- 《보도지침》
- 《헤카베》
- 《창문 넘어 도망친 100세 노인》
- 《모범생들》
- 《베헤모스》
- 《올모스트 메인》
- 《손》
- 《상록수》
- 《용의자 X의 헌신》
- 《적의 화장법》
- 《복덕가아든》
- 《성은이 망국하옵니다》
- 《서울 사람들》
- 《호랑이를 부탁해!》
- 《한 여름밤의 꿈》
- 《산책하는 침략자》

### 뮤지컬
- 《섬》
- 《어쩌면 해피엔딩》
- 《팬레터》
- 《로기수》